# Рахманов, Алексей Львович
Алексей Львович Рахманов (род. 18 июля 1964, Горький) — российский управленец и государственный деятель. С июня 2014 года по август 2023 года - Генеральный директор АО «Объединённая судостроительная корпорация». Действительный государственный советник Российской Федерации 1-го класса.

## Биография
Алексей Львович Рахманов родился 18 июля 1964 года в г. Горьком (Нижний Новгород).
В 1986 году окончил Нижегородский политехнический институт по специальности «Автомобиле- и тракторостроение» с присвоением квалификации "инженер-механик".
В 2003 году — школу бизнеса Университета Чикаго по специальности «мастер делового администрирования».

## Карьера
На ранних этапах карьеры занимал различные должности в государственных и частных структурах.
В 1996 году пришёл на работу в британскую аудиторско-консалтинговую компанию Ernst&Young, в которой проработал до 2002 года. С 2002 по 2008 год занимал должность директора по стратегии и развитию бизнеса ОАО «Северсталь-Авто».
В июле 2008 года был назначен на должность директора департамента автомобильной промышленности и сельскохозяйственного машиностроения Минпромторга России, а в марте 2012 года — заместителем министра промышленности и торговли РФ, руководителем которого тогда был Мантуров, Денис Валентинович. С июня 2014 года по август 2023 года — глава Акционерного общества «Объединённая судостроительная корпорация».
В 2019 году принял участие в Церемонии вручения государственных наград в Екатерининском зале Кремля, где президент России Владимир Путин вручил Алексею Рахманову орден Александра Невского.
27 июля 2020 года состоялась рабочая встреча с президентом РФ Владимиром Путиным.

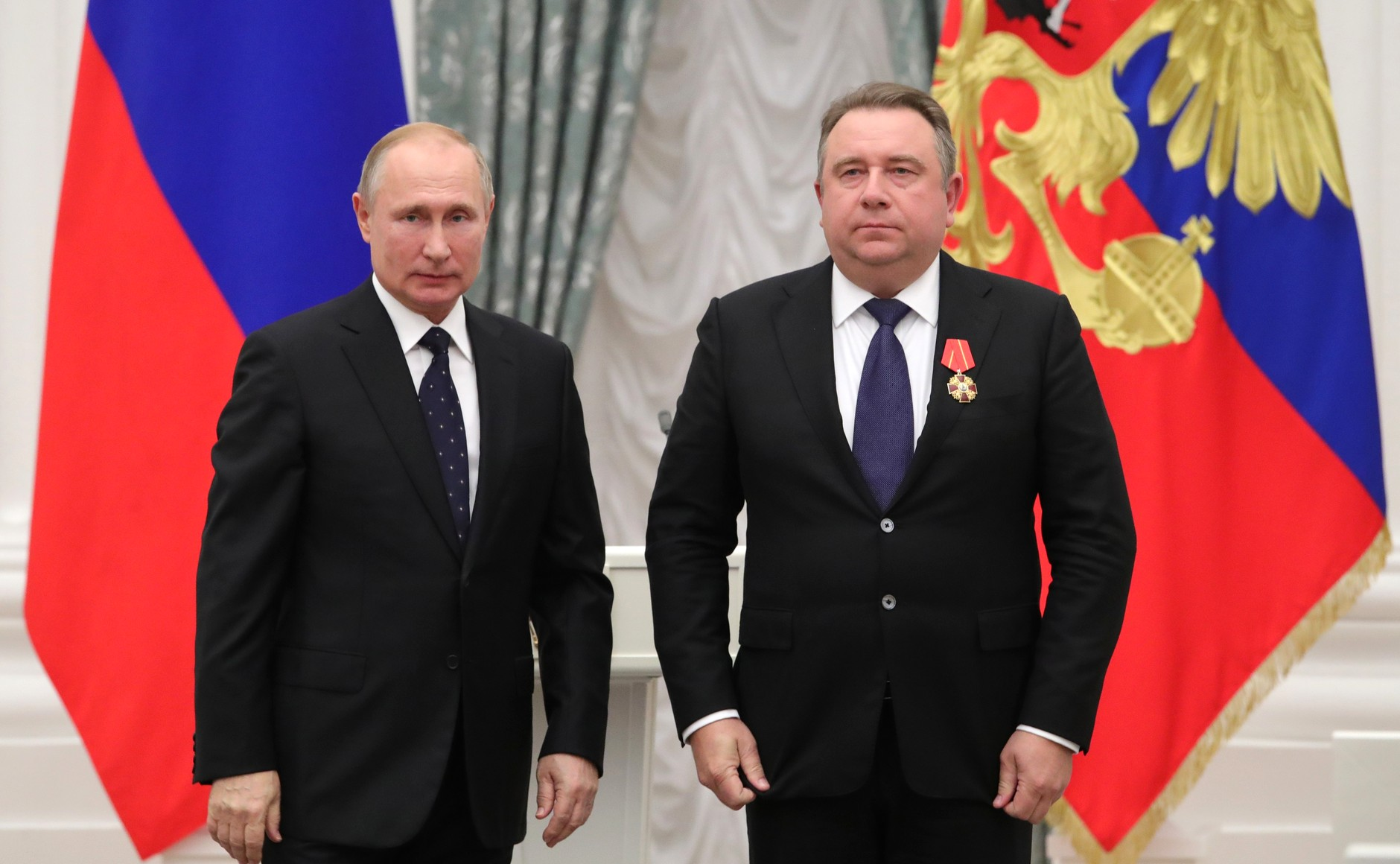
Церемония вручения государственных наград, 21 ноября 2019 года

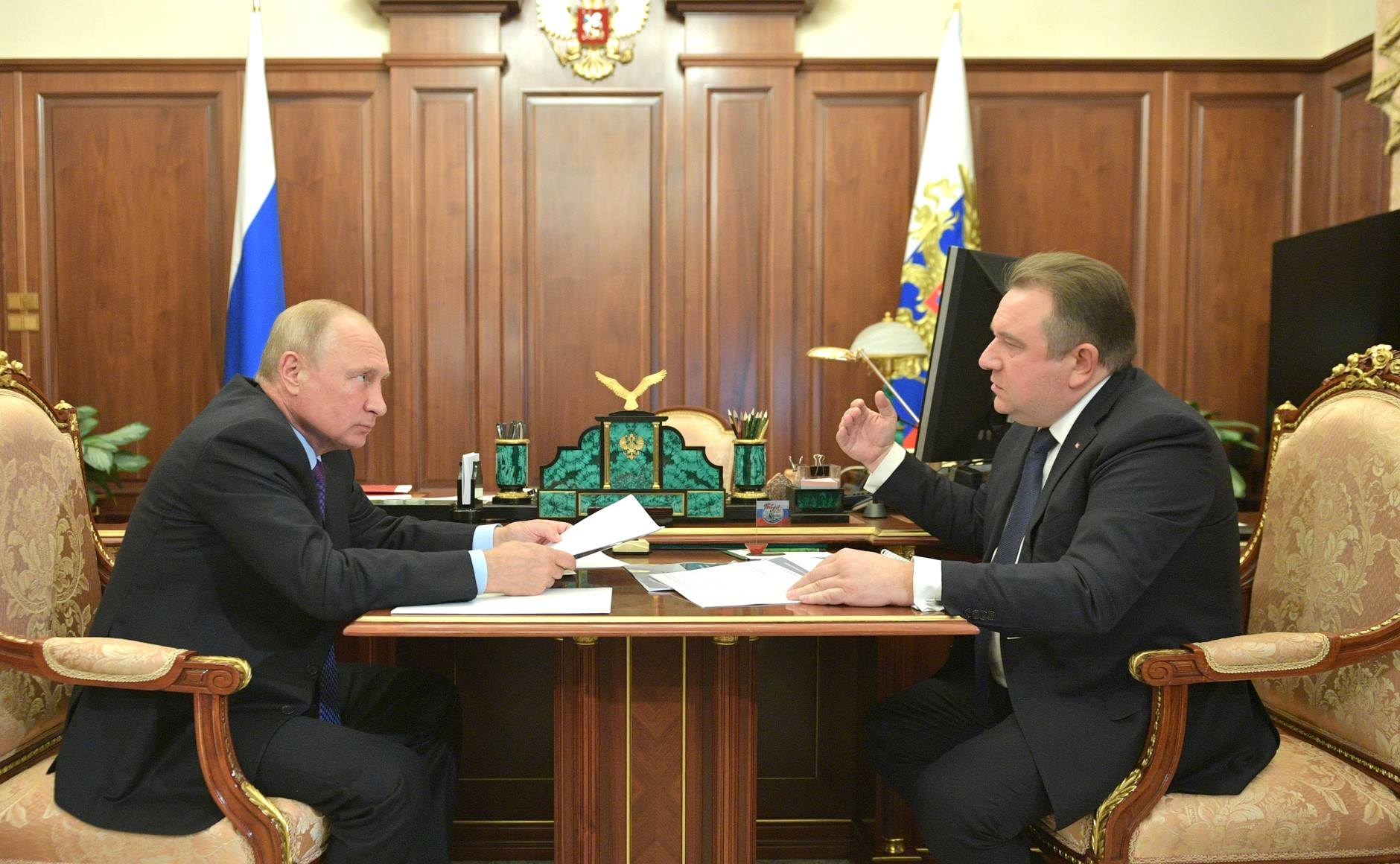
Рабочая встреча с президентом РФ Владимиром Путиным, 27 июля 2020 года

Рахманов, Алексей Львович также является:
- Председателем Наблюдательного совета Санкт-Петербургского государственного морского технического университета (СПбГМТУ)[3].
- Председателем Комитета по судостроительной промышленности и морской технике Союза машиностроителей России[4], вице-президент ОООР «СоюзМаш России», член Общественного совета при Минпромторге РФ.
- Руководителем рабочей группы по совершенствованию законодательства в сфере гособоронзаказа при комиссии Государственной Думы по правовому обеспечению развития организаций оборонно-промышленного комплекса РФ.
- Заместителем председателя Совета коллегии Военно-промышленной комиссии РФ по кораблестроению.
- Членом Наблюдательного совета ФГАОУ ВО «Севастопольский государственный университет»[5].
- Председателем экспертного совета по развитию судостроительной промышленности и морской техники при Комитете Государственной Думы по экономической политике, промышленности, инновационному развитию и предпринимательству[6].
- Вице-президентом Ассоциации «Лига содействия оборонным предприятиям»[7].
- Членом совета директоров АО "Концерн "Научно-производственное объединение «Аврора» (2016—2019 г)[8].
- Сопредседателем российско-финляндского делового совета.
- Председателем российско-южнокорейского делового совета.

## Награды
- Медаль МЧС России «ХХ лет МЧС России» (2010 год).
- Почётное звание «Почётный машиностроитель» Минпромторга России[9] (2011 год).
- Орден Дружбы[10] (2013 год).
- Знак отличия ФСВТС «За заслуги в области военно-технического сотрудничества» (2015 год).
- Медаль «За достижения в области развития инновационных технологий» (2017 год).
- Орден Александра Невского[11] (2019 год).
- Благодарность Президента Российской Федерации.